# خانه‌ای کنار ابرها
خانه‌ای کنار ابرها فیلمی به کارگردانی و نویسندگی سید جلال دهقانی اشکذری و تهیه‌کنندگی روح‌الله برادری محصول سال ۱۳۹۲ است.

## خلاصه فیلم
داستان این فیلم در دهه ۶۰ می‌گذرد، جائیکه دو دوست برای رسیدن به هدفی با یکدیگر همراه می‌شوند. فیلم خانه ای در کنار ابرها، در بخش نگاهِ نو سی و دومین جشنوارهٔ فیلم فجر، نامزد دو سیمرغ بلورین شد که در بخش فیلم نامه موفق به دریافت دیپلم افتخار گردید. این فیلم همچنین در پنجمین دورهٔ جشنوارهٔ مردمی فیلم عمار، موفق به کسب فانوس بخش داستانی بلند شد و…

## بازیگران
- هدایت هاشمی
- حامد کمیلی
- آفرین عبیسی
- نگار عابدی
- مهدی قانع

## افتخارات
فیلم خانه‌ای در کنار ابرها در بخش نگاه نو سی و دومین جشنواره فیلم فجر، نامزد دو سیمرغ بود که در بخش فیلم نامه موفق به دریافت دیپلم افتخار شد.
این فیلم همچنین در پنجمین دوره جشنواره مردمی فیلم عمار، موفق به کسب فانوس بخش داستانی بلند شد.